# Angie Stone

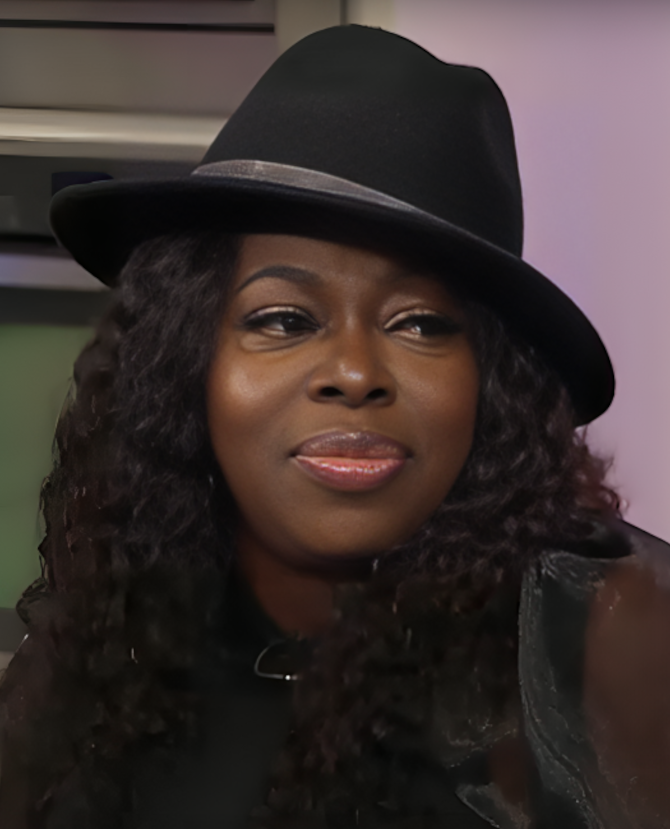
Angie Stone (2019)

Angie Stone (* 18. Dezember 1961 als Angela Laverne Brown in Columbia, South Carolina; † 1. März 2025 in Montgomery, Alabama) war eine US-amerikanische Hip-Hop-, R’n’B- und Soul-Sängerin.

## Karriere
Bekanntheit erlangte Stone erstmals in den frühen 1980er Jahren als Mitglied der Hip-Hop-Gruppe The Sequence. Die Band galt als eine der ersten weiblichen Gruppen ihres Genres und konnte im Jahr 1980 mit Funk You Up einen Hit landen. Später war Stone Mitglied des R&B-Trios Vertical Hold. Weitere Erfolge kamen mit der Single Seems You’re Much Too Busy.
Ihr Debütalbum Black Diamond veröffentlichte Stone im Jahre 1999. Das Album war kommerziell nicht erfolgreich, wurde für die Aufarbeitung stilistischer Ol’-School-Elemente und ihren Gesang von Kritikern aber positiv bewertet und für einen Grammy nominiert. Nach einem Wechsel der Plattenfirma folgten unter J Records die Alben Mahogany Soul (2001) und Stone Love (2004). Im November 2005 erschien von ihr das Best-of-Album Stone Hits. 2021 wurde Stone der Soul Music Icon Award verliehen.
Angie Stone starb am frühen Morgen des 1. März 2025 im Alter von 63 Jahren bei einem Verkehrsunfall auf der Interstate 65, fünf Meilen (ca. 15 Kilometer) südlich von Montgomery (Alabama). Der Kleinbus der Marke Mercedes-Benz Sprinter mit Stone und acht weiteren Insassen hatte sich überschlagen und war mit einem Freightliner-Lastkraftwagen zusammengestoßen. Angie Stone starb als Einzige bei dem Unfall.

## Privat
Angie Stone war Mutter von zwei Kindern; eines davon stammt von dem Soul-Sänger D’Angelo.

## Diskografie

### Studioalben
| Jahr | Titel                 | Höchstplatzierung, Gesamtwochen, AuszeichnungChartplatzierungen (Jahr, Titel, Platzierungen, Wochen, Auszeichnungen, Anmerkungen) | Höchstplatzierung, Gesamtwochen, AuszeichnungChartplatzierungen (Jahr, Titel, Platzierungen, Wochen, Auszeichnungen, Anmerkungen) | Höchstplatzierung, Gesamtwochen, AuszeichnungChartplatzierungen (Jahr, Titel, Platzierungen, Wochen, Auszeichnungen, Anmerkungen) | Höchstplatzierung, Gesamtwochen, AuszeichnungChartplatzierungen (Jahr, Titel, Platzierungen, Wochen, Auszeichnungen, Anmerkungen) | Anmerkungen                              |
| Jahr | Titel                 | DE | CH | UK | US | Anmerkungen                              |
| ---- | --------------------- | --- | --- | --- | --- | ---------------------------------------- |
| 1999 | Black Diamond         | — | — | UK62 Gold · (9 Wo.)UK | US46 Gold · (34 Wo.)US | Erstveröffentlichung: 27. September 1999 |
| 2001 | Mahogany Soul         | — | — | UK89 Gold · (4 Wo.)UK | US22 Gold · (37 Wo.)US | Erstveröffentlichung: 16. Oktober 2001   |
| 2004 | Stone Love            | DE87 (1 Wo.)DE | CH60 (5 Wo.)CH | UK56 (3 Wo.)UK | US14 (11 Wo.)US | Erstveröffentlichung: 24. Juni 2004      |
| 2007 | The Art of Love & War | — | — | — | US11 (8 Wo.)US | Erstveröffentlichung: 15. Oktober 2007   |
| 2009 | Unexpected            | — | — | — | US133 (2 Wo.)US | Erstveröffentlichung: 23. November 2009  |
| 2012 | Rich Girl             | — | — | — | US109 (2 Wo.)US | Erstveröffentlichung: 25. September 2012 |
| 2015 | Dream                 | — | — | — | US59 (1 Wo.)US | Erstveröffentlichung: 6. November 2015   |
| 2016 | Covered in Soul       | — | — | — | — | Erstveröffentlichung: 5. August 2016     |
| 2019 | Full Circle           | — | — | — | — | Erstveröffentlichung: 12. Juli 2019      |
| 2023 | Love Language         | — | — | — | — | Erstveröffentlichung: 19. Mai 2023       |

### Kompilationen
- 2005: Stone Hits: The Very Best of Angie Stone

### Singles als Leadmusikerin
| Jahr | Titel Album                                | Höchstplatzierung, Gesamtwochen, AuszeichnungChartplatzierungen (Jahr, Titel, Album, Platzierungen, Wochen, Auszeichnungen, Anmerkungen) | Höchstplatzierung, Gesamtwochen, AuszeichnungChartplatzierungen (Jahr, Titel, Album, Platzierungen, Wochen, Auszeichnungen, Anmerkungen) | Höchstplatzierung, Gesamtwochen, AuszeichnungChartplatzierungen (Jahr, Titel, Album, Platzierungen, Wochen, Auszeichnungen, Anmerkungen) | Anmerkungen                                                   |
| Jahr | Titel Album                                | DE | UK | US | Anmerkungen                                                   |
| ---- | ------------------------------------------ | --- | --- | --- | ------------------------------------------------------------- |
| 1999 | No More Rain (In This Cloud) Black Diamond | — | — | US56 (17 Wo.)US | Erstveröffentlichung: 17. August 1999                         |
| 2000 | Life Story Black Diamond                   | DE83 (8 Wo.)DE | UK22 (3 Wo.)UK | — | Erstveröffentlichung: 2000                                    |
| 2000 | Everyday Black Diamond                     | — | UK80 (1 Wo.)UK | — | Erstveröffentlichung: 2000                                    |
| 2001 | Brotha Part II Mahogany Soul               | — | UK37 (2 Wo.)UK | US52 (20 Wo.)US | Erstveröffentlichung: 28. August 2001 feat. Alicia Keys & Eve |
| 2002 | Wish I Didn’t Miss You Mahogany Soul       | DE94 (3 Wo.)DE | UK30 Gold · (6 Wo.)UK | US79 (19 Wo.)US | Erstveröffentlichung: 25. Februar 2002                        |
| 2004 | I Wanna Thank Ya Stone Love                | — | UK31 (4 Wo.)UK | — | Erstveröffentlichung: 4. Mai 2004 feat. Snoop Dogg            |

Weitere Singles:
- 2001: U Make My Sun Shine (Duett mit Prince)
- 2002: More Than a Woman (feat. Joe)
- 2003: Bottles & Cans
- 2004: U-Haul
- 2004: Stay for a While
- 2005: I Wasn’t Kidding
- 2007: Baby (feat. Betty Wright)
- 2008: Sometimes
- 2008: Pop Pop
- 2009: I Ain’t Hearin’ U
- 2010: Free (feat. Young Nate)
- 2012: Do What U Gotta Do
- 2012: Backup Plan
- 2013: God’s Grace
- 2015: Dream
- 2015: 2 Bad Habits
- 2016: These Eyes
- 2019: Dinosaur

### Singles als Gastmusikerin
| Jahr | Titel Album                                      | Höchstplatzierung, Gesamtwochen, AuszeichnungChartplatzierungen (Jahr, Titel, Album, Platzierungen, Wochen, Auszeichnungen, Anmerkungen) | Höchstplatzierung, Gesamtwochen, AuszeichnungChartplatzierungen (Jahr, Titel, Album, Platzierungen, Wochen, Auszeichnungen, Anmerkungen) | Höchstplatzierung, Gesamtwochen, AuszeichnungChartplatzierungen (Jahr, Titel, Album, Platzierungen, Wochen, Auszeichnungen, Anmerkungen) | Höchstplatzierung, Gesamtwochen, AuszeichnungChartplatzierungen (Jahr, Titel, Album, Platzierungen, Wochen, Auszeichnungen, Anmerkungen) | Anmerkungen                                                                   |
| Jahr | Titel Album                                      | DE | AT | CH | UK | Anmerkungen                                                                   |
| ---- | ------------------------------------------------ | --- | --- | --- | --- | ----------------------------------------------------------------------------- |
| 2000 | Keep Your Worries Jazzmatazz, Vol. 3: Streetsoul | — | — | — | UK57 (2 Wo.)UK | Erstveröffentlichung: 2000 Guru feat. Angie Stone                             |
| 2001 | Be Thankful Best By Far                          | — | — | — | UK85 (1 Wo.)UK | Erstveröffentlichung: 2001 Omar feat. Angie Stone                             |
| 2003 | Signed, Sealed, Delivered I’m Yours Guilty       | DE29 (7 Wo.)DE | AT35 (8 Wo.)AT | CH53 (8 Wo.)CH | UK11 (23 Wo.)UK | Erstveröffentlichung: 1. Dezember 2003 Blue feat. Stevie Wonder & Angie Stone |

## Auszeichnungen für Musikverkäufe
| Goldene Schallplatte - Niederlande - 2002: für das Album Black Diamond - 2003: für das Album Mahogany Soul |

Anmerkung: Auszeichnungen in Ländern aus den Charttabellen bzw. Chartboxen sind in ebendiesen zu finden.
| Land/RegionAuszeichnungen für Musikverkäufe (Land/Region, Auszeichnungen, Verkäufe, Quellen) | Gold     | Platin | Verkäufe  | Quellen   |
| -------------------------------------------------------------------------------------------- | -------- | ------ | --------- | --------- |
| Niederlande (NVPI)                                                                           | 2× Gold2 | —      | 80.000    | nvpi.nl   |
| Vereinigte Staaten (RIAA)                                                                    | 2× Gold2 | —      | 1.000.000 | riaa.com  |
| Vereinigtes Königreich (BPI)                                                                 | 3× Gold3 | —      | 600.000   | bpi.co.uk |
| Insgesamt                                                                                    | 7× Gold7 | —      |           |           |